# Mennonisme en Bolivie
Le mennonisme en Bolivie est un mouvement mennonite en Bolivie, avec 26 699 membres en 2018.
Pour la plupart, ce sont des descendants de mennonites originaires d'Allemagne et des Pays-Bas, qu'on nomme mennonites russes (en) car ils ont vécu au sein de l'Empire russe dès 1789. Ces mennonites parlent un dialecte allemand, le Plautdietsch. En plus des "mennonites historiques", cette communauté comprend un certain nombre de Boliviens qui se sont convertis au mennonitisme.
Les mennonites qui vivent en Bolivie sont parmi les plus traditionnels et conservateurs des mennonites d'Amérique du Sud.

## Histoire
À partir des années 1930, le gouvernement bolivien accorde aux futurs immigrés mennonites plusieurs privilèges dont en premier lieu la liberté religieuse, des écoles privées et une exemption du service militaire. Toutefois, il faut attendre les années 1950 pour voir ces dispositifs s'appliquer réellement.
Entre 1954 et 1957, un premier groupe de 37 familles de diverses colonies mennonites du Paraguay s'installe en Bolivie et créé la colonie Tres Palmas à 25 kilomètres au Nord-est de Santa Cruz de la Sierra. Une deuxième colonie se forme à 5 kilomètres par un groupe de 25 familles mennonites conservatrices venues du Paraguay. En 1959, la population totale mennonite en Bolivie est de 189 membres.
En 1963, les mennonites du Paraguay et du Canada fondent ensemble de nouvelles colonies. Les mennonites du Mexique et du Belize font de même dès 1967. En 1968, la colonie de Las Piedras devient la première fondée exclusivement de mennonites venus directement du Canada.

## Population
Les mennonites sont reconnaissables à leurs cheveux blonds et leurs vêtements sombres. Ils portent aussi généralement des prénoms bibliques. Ils continuent de s'exprimer en Plautdietsch et rares sont ceux qui maîtrisent l'espagnol. La plupart des mennonites installés en Bolivie sont conservateurs et traditionalistes. Ils rejettent toute forme de modernité, la violence et la paresse. Ils vivent sans électricité, voitures, téléphones, télévisions et autres technologies modernes. Ils cherchent avant tout à faire preuve d'une grande sobriété et d'une grande ardeur au travail au quotidien.
Les mennonites vivent majoritairement de l'agriculture intensive, principalement de blé et de soja, et constituent un moteur important de l'économie et du développement de la région de Santa Cruz de la Sierra. Leurs relations avec le monde extérieur se limitent à l'achat de matières premières et à la vente de leurs productions agricoles.
Les communautés mennonites connaissent une croissance démographique rapide. En 1986, il y avait environ 17 500 mennonites vivant dans 16 colonies. Moins de dix ans plus tard, en 1995, on estimait leur nombre à 28 567, répartis au sein de 25 colonies. En 2002, le nombre de colonies était de 40 avec une population estimée à environ 38 000 membres. En 2012 enfin, ils étaient approximativement 70 000 répartis dans 57 colonies.
Selon un recensement publié en 2018 par la Conférence mennonite mondiale, le pays aurait 27 églises mennonites et 26,699 membres baptisés dans diverses confessions .

## Abus sexuels
En 2011, huit hommes de la communauté mennonite bolivienne de Manitoba ont été reconnus coupables d'une série d'agressions sexuelles commises entre 2005 et 2009 sur des victimes âgées de 3 à 65 ans. Des substances narcotiques ont été utilisés pour endormir les victimes. Avant cette découverte, les viols étaient attribués au sein de la communauté à un fantôme ou à un démon. Une enquête de 2013 a révélé une continuité de cas similaires d'agressions sexuelles, bien que les hommes condamnés en 2011 soient en prison,.